# Томмі Седерберг
То́ммі Седерберг (швед. Tommy Söderberg, * 19 серпня 1948, Стокгольм, Швеція) — шведський футбольний тренер.

## Ігрова кар'єра
Седерберг не мав гучного успіху як гравець; декілька років він грав за «Енгбю», шведський клуб нижчої ліги. 

## Кар'єра тренера
У 1970-х роках почав тренерську кар’єру. Тривалий час вона також відбувалася далеко від великого футболу: протягом 1970-х і першої половини 1980-х років він тренував клуби нижчої шведської ліги «Вестер», «Броммапойкарна» і «Спонья». В 1986 році він став тренером клубу «Юргорден» (Стокгольм) з другої ліги, і за два сезони зумів вивести його до вищого шведського дивізіону. В 1991 році він став тренером клубу АІК (Стокгольм), з яким в 1992 році досяг свого найвищого успіху як клубний тренер, вигравши чемпіонат Швеції.

### Збірна Швеції
Починаючи з 1993 року він працює винятково на Шведський футбольний союз. Спочатку він тренував молодіжну збірну, а потім, після відставки Томмі Свенссона в 1998 році, став тренером національної збірної Швеції. Під його керуванням Швеція вийшла до фінальної частини чемпіонату Європи 2000 року; того ж року його помічник Ларс Лагербек був призначений співтренером.
Під керівництвом тренерського дуету Седерберг—Лагербек збірна Швеції пройшла кваліфікацію до чемпіонату світу 2002 і чемпіонату Європи 2004 років, а в фінальній частині обох турнірів вийшла з групи до матчів плей-офф. Після чемпіонату Європи 2004 року Томмі Седерберг залишив національну збірну під одноособовим керуванням Ларса Лагербека, а сам повернувся до тренування молодіжної збірної.